# Carlos (Minnesota)
Carlos es una ciudad ubicada en el condado de Douglas en el estado estadounidense de Minnesota. En el Censo de 2010 tenía una población de 502 habitantes y una densidad poblacional de 435,56 personas por km².

## Geografía
Carlos se encuentra ubicada en las coordenadas 45°58′25″N 95°17′32″O / 45.97361, -95.29222. Según la Oficina del Censo de los Estados Unidos, Carlos tiene una superficie total de 1.15 km², de la cual 1.15 km² corresponden a tierra firme y (0%) 0 km² es agua.

## Demografía
Según el censo de 2010, había 502 personas residiendo en Carlos. La densidad de población era de 435,56 hab./km². De los 502 habitantes, Carlos estaba compuesto por el 99% blancos, el 0.8% eran afroamericanos, el 0% eran amerindios, el 0% eran asiáticos, el 0% eran isleños del Pacífico, el 0% eran de otras razas y el 0.2% pertenecían a dos o más razas. Del total de la población el 0.4% eran hispanos o latinos de cualquier raza.